# Gizaburuaga
Gizaburuaga és un municipi de Biscaia, a la comarca de Lea-Artibai. Originàriament, era una parròquia filial de Santa María de Lekeitio fins que, el 1519, una butlla papal de Lleó X va atorgar la independència a les parròquies d'Amoroto i Gizaburuaga, amb dret a pica baptismal, preveres i sacerdot.

## Topònim
L'etimologia de Gizaburuaga sembla a priori clara; es pot descompondre el nom en les següents paraules provinents de l'euskera: giza ('home'), buru ('cap') i el sufix locatiu -aga. La seva traducció seria 'lloc de caps humans'. Juan Ramón Iturriza, en la seva Història general de Biscaia (1885), va recollir una suposada tradició oral que explicaria l'origen de tan enigmàtic nom. Segons Iturriza, el nom antic de Gizaburuaga era Ibaibaso (lit. 'bosc del riu'), fins que, en el segle x, es van produir lluites sagnants en aquest lloc entre francesos i biscaïns. A partir de llavors, el lloc va passar a ser conegut com a Gizaburuaga, que significaria 'l'home sense cap' (sic).

## Història
Hi ha un silenci documental absolut sobri Gizaburuaga fins al segle xvi, quan apareix per primera vegada esmentada en relació amb els plets existents entre Lekeitio i les poblacions rurals que l'envoltaven. Les esglésies d'Ispaster, Amoroto, Mendexa i Gizaburuaga depenien per aquell temps de l'església parroquial de Santa María de Lekeitio, com a temples filials d'aquesta. Aquesta situació no era del grat d'aquestes poblacions, que a vegades es van negar a pagar els delmes a l'església de Lekeitio. El plet va finalitzar el 1519 quan el papa Lleó X va emetre una butlla que permetia les esglésies de Gizaburuaga, Ispaster, Amoroto i Mendexa d'erigir-se en parròquies independents amb capacitat d'administrar tots els sagraments. Aquest fet va implicar també la independència administrativa de Gizaburuaga, ja que en la Terra plana de la Biscaia del segle xvi, parròquia i anteiglesia administrativa eren termes gairebé anàlegs.